# Cumrun Vafa
Cumrun Vafa (en persa: کامران وفا‎ /kɒːmˈrɒːn væˈfɒː/; Teherán, Irán, 1 de agosto de 1960) es un físico teórico iraní-estadounidense, especialista en teoría de cuerdas y profesor de física en la Universidad de Harvard.

## Infancia y educación
Cumrun Vafa nació en Teherán, Irán, el 1 de agosto de 1960. Se interesó en la física desde su infancia, en particular en por qué la luna no se caía del cielo, y más tarde despertó su interés en las matemáticas en el instituto al descubrir cómo podían predecir el movimiento de los objetos.
Se graduó en el Instituto Alborz en Teherán y se trasladó a Estados Unidos en 1977 para estudiar en la universidad. Recibió su título de grado en el Instituto Tecnológico de Massachusetts con un doble major en física y matemáticas. Obtuvo su doctorado en la Universidad de Princeton en 1985, bajo la dirección de Edward Witten.

## Puestos en la universidad
Tras doctorarse, Vafa se convirtió en junior fellow de la Harvard Society of Fellows de la Universidad de Harvard, donde más tarde obtuvo un puesto docente. En 1989 se le ofreció una plaza permanente, que ocupa desde entonces, más recientemente como catedrático.
Vafa trabajó para la Universidad de Princeton en el Institute for Advanced Study, en la Escuela de Ciencias Naturales y en la Escuela de Matemáticas, en 1994.

## Investigación
La investigación de Vafa en teoría de cuerdas se centra en la naturaleza de la gravedad cuántica y en la relación entre la geometría y las teorías cuánticas de campos. Es conocido en la comunidad de teoría de cuerdas por su codescubrimiento junto a Andrew Strominger de que la entropía de Bekenstein-Hawking de un agujero negro puede obtenerse a través de los estados solitónicos en teoría de supercuerdas, y por su estudio de la relación entre geometría y teorías cuánticas de campos que surge a través de las dualidades de cuerdas (culminando en la conjetura de Gopakumar-Vafa). Este campo se conoce como «ingeniería geométrica de las teorías cuánticas de campos».
En 1997, desarrolló la teoría F, una teoría en dimensión 12 que se compactifica en la teoría de supercuerdas de tipo IIB en dimensión 10.
También está interesado en la comprensión del significado subyacente de las dualidades de cuerdas, así como en intentar aplicar la teoría de supercuerdas a algunas cuestiones sin resolver de física de partículas, como el problema de jerarquía y el problema de la constante cosmológica.
Ha realizado contribuciones a la teoría topológica de cuerdas y a la comprensión de la simetría especular.
Forma parte del Network of Iranians for Knowledge and Innovation (NIKI).

## Premios y reconocimientos
En 2017, Vafa, junto con Andrew Strominger y Joseph Polchinski, ganó el Breakthrough Prize in Fundamental Physics por sus avances en teoría de cuerdas, y ganaron también en 2014 el Breakthrough Prize in Physics Frontiers Prize.
Es también ganador de la Medalla Dirac del Centro Internacional de Física Teórica de 2008 junto a Juan Maldacena y Joseph Polchinski, también por sus avances en teoría de cuerdas.
En 1998, fue ponente plenario en el Congreso Internacional de Matemáticos.
En 2016, ganó el Premio Dannie Heineman de Física Matemática.

## Publicaciones
Vafa es autor o coautor de más de 300 artículos de investigación en los campos de teoría de cuerdas, matemáticas y física, junto con muchos otros investigadores incluyendo a Robbert Dijkgraaf, Hirosi Ooguri, Mina Aganagić, Serguéi Gúkov, Rajesh Gopakumar o Lotte Hollands.